# 手相
手相又稱掌相，是一種以手掌的形態和紋理去推論運程的算命法，中國、西方、吉卜賽都有這種學問。現代手相學主要研究人的心理狀態。
目前有各種各樣手掌形態與紋理相術的研究，其間也有一些相互矛盾的解釋。這些不同解釋之間的矛盾，以及缺乏對手相預測的實證支持，導致學術界將手相認定成偽科學。

## 手掌型態（西方）
1. 精神掌
2. 哲學掌
3. 方形掌
4. 篦形掌
5. 原始掌
6. 圓錐掌
7. 複雜掌

而中國手相學的掌形以金、木、水、火、土為重心所形成的四百種不同的形態。  

## 手指型態
1. 拇指（掌人的本命）
2. 食指（掌人的權位與聲藝）
3. 中指（掌人的心理與思想）
4. 無名指（掌人的社會與名譽）
5. 尾指（掌人的機智才能）

手指由外觀來看，可依其手指的形狀、基位的高低，指節、長短、關節的顯露與否，以及手指間的離貼等問題來探討之。

## 掌紋

### 五大主紋

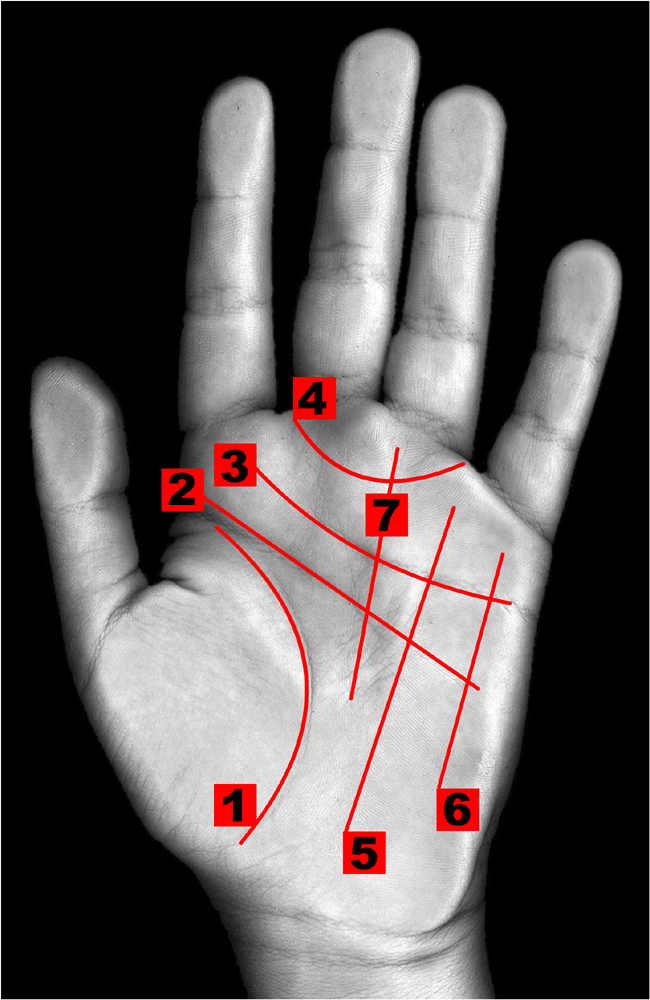
1: 生命線 - 2: 頭腦線 - 3: 感情線 - 4: 金星帶 - 5: 太陽線 - 6: 水星線 - 7: 命運線

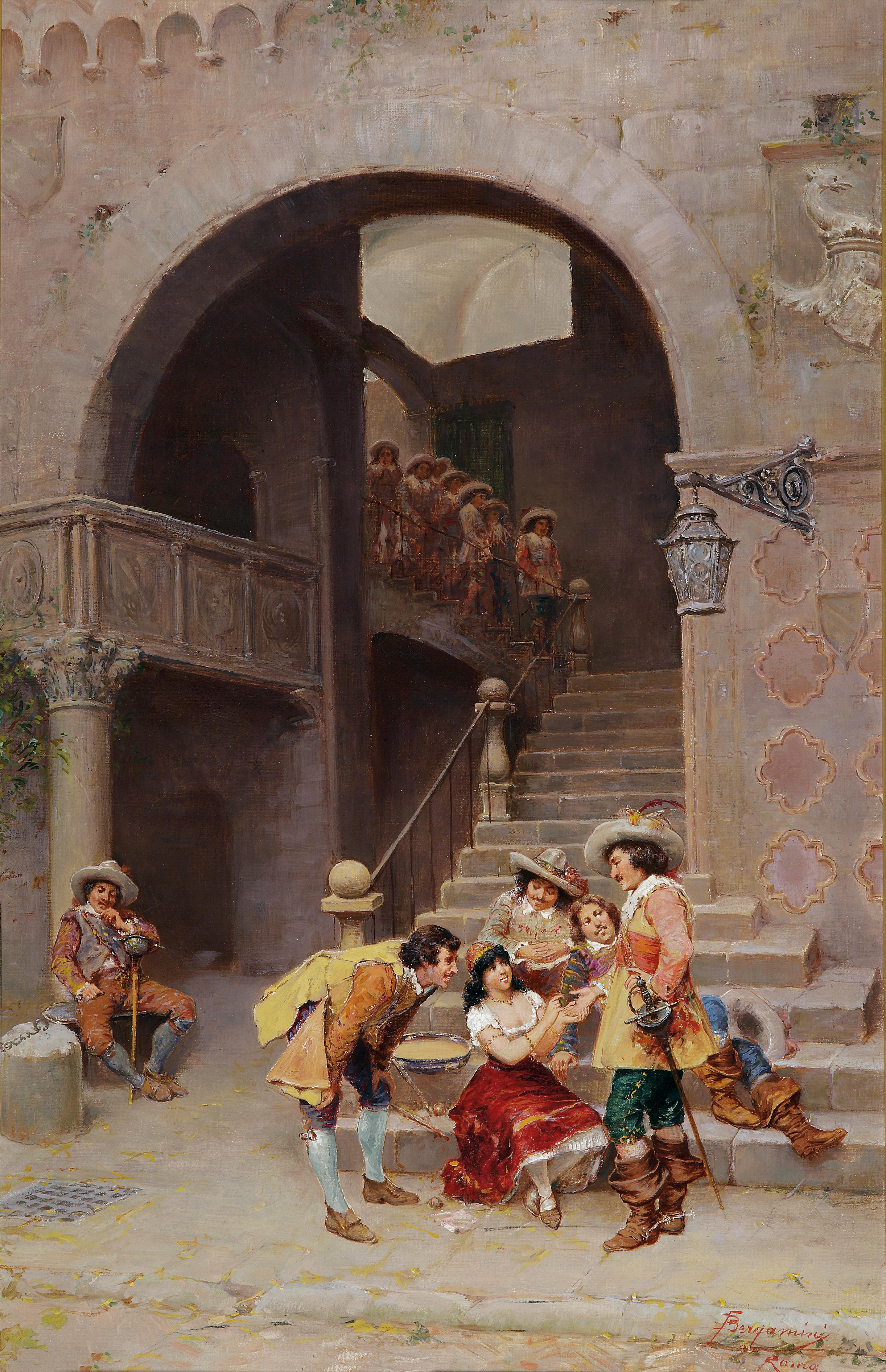
手相算命（德國，1900年以前）

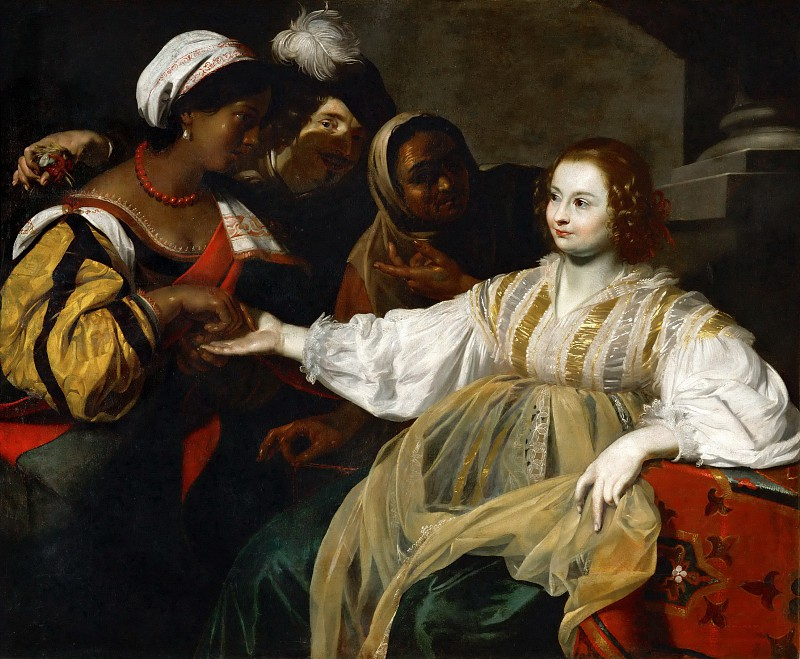
手相算命（意大利，大約1617年）

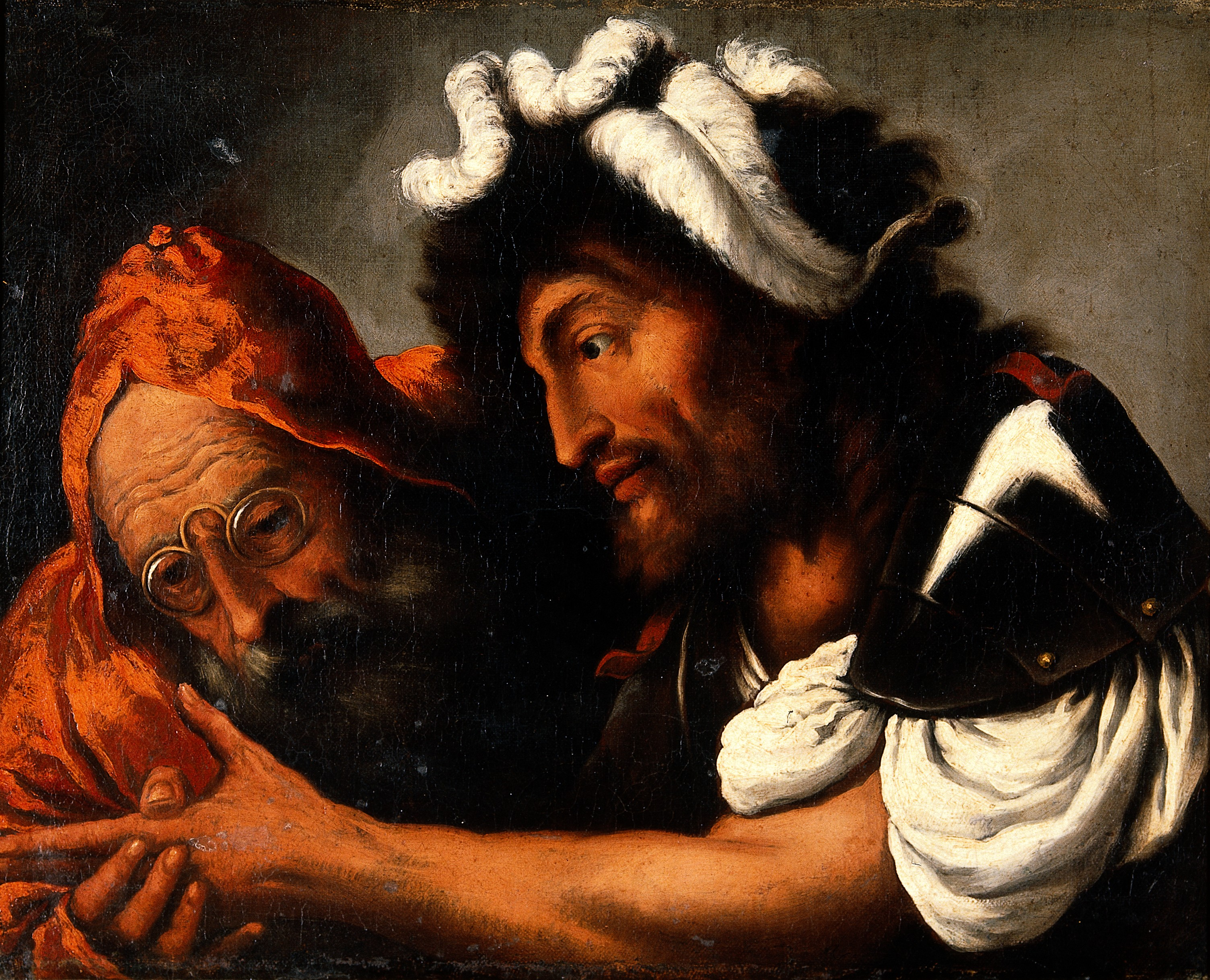
手相算命（意大利，大約1625年）

紋狀一般分為清掌與濁掌，再分四大主體，即：人字掌（五十二種型態）、爪字掌（三十三種型態）、川字掌（七十六種型態）、斷掌（十八種型態）。
1. 生命線
2. 頭腦線
3. 感情線
4. 命運線（亦稱事業線），命運線最終走向中指。
5. 太陽線，太陽線最終走向無名指。

### 六大副線
1. 健康線
2. 結合線（亦稱婚姻線）
3. 癡情線
4. 直覺線
5. 旅行線
6. 金星帶

### 20個符號
1. 姊妹線
2. 叉狀線
3. 流蘇線
4. 支線
5. 斑點
6. 水波線
7. 鏈形線
8. 島形線
9. 斷續線
10. 方格維護線
11. 毛狀線
12. 叢毛線
13. 不測線。
14. 十字
15. 島形
16. 三角
17. 方塊
18. 花星
19. 網形
20. 三叉形

### 56條常用雜線
1. 佛心紋：在姆指
2. 財產紋
3. 破壞線：在姆指
4. 情緒線
5. 環遊旅行線
6. 火星線
7. 煩惱線
8. 小產線
9. 痴情線
10. 外桃花線
11. 俠義線：在艮宮
12. 戀父情結線
13. 縱慾紋
14. 固執紋
15. 離異線
16. 陰騭紋：在艮宮
17. 物業紋：在艮宮
18. 木星線：在巽宮
19. 土星線：在離宮
20. 漏財線
21. 意外災難線
22. 金星帶
23. 婚姻輔助線
24. 希望線
25. 理財線
26. 著作線：在坤宮
27. 婚姻線：在水星丘
28. 子女線：在水星丘
29. 天才線：在坤宮
30. 偏財線
31. 內桃花線
32. 反抗線
33. 旅行線：是在乾位置
34. 出國線：是在乾位置
35. 直覺線
36. 健康線
37. 手頸線
38. 孤兒線
39. 移民線
40. 財經線
41. 神秘十字紋：在掌中央
42. 夢線
43. 機智線
44. 勇敢線
45. 反叛線
46. 小人線
47. 領袖線
48. 才能保留線：在中指
49. 寵愛線
50. 雄辨星：在尾指
51. 預兆線：在尾指
52. 行醫線：在尾指
53. 說謊線
54. 父緣線
55. 母緣線
56. 物慾線

## 氣色
手相氣色主要從幾個部位觀察：
1. 掌心
2. 八卦及星丘
3. 手指
4. 手背
5. 五大主紋

一般來說，手相氣色共有四層：禍福、流月、老色（存在一年以上的氣色）、病色（來源自中醫望診）。

## 左右手
雖然哪只手較值得讀仍有爭議性，但是雙手皆有其重要之處。作為一個慣例，左手反射了一個人的潛能，而右手反射了一個人的真實個性。關於雙手重要性的說法有：「右手顯示做愛，左手顯示性愛」；「左手揭示我們與生俱來的東西，右手揭示我們創造了甚麼」；「男人較值得讀其右手，女人較值得讀其左手」；「左手揭示神賜予你甚麼，右手揭示你可以怎樣處理它」；「右撇子較值得讀其右手，左撇子較值得讀其左手」。解讀手的選擇權最後視乎解讀者的直覺和經驗而定。

### 左手
左手是由右腦控制（形態識別，關係的理解力），反映出人的內在，自己的自然一面，靈魂和橫向思維。它甚至可以代表一個人的精神和個人發展的一部分。它還對應個性的“陰”方面（幹）。
在十歲至二十歲期間，掌紋的變動很大，當環境、心態、本能反應不一樣時，掌紋亦隨之而起變化。在一般情況下，由出生至三十歲，均以左手為主。個別人士早熟或遲熟則屬例外。

### 右手
右手是由左腦控制（邏輯，理性和語言），反映出人的外在，自己的客觀一面，社會環境的影響，教育和經驗。它代表人的線性思維。它還對應個性的“陽”方面（男性化）。
本人發展之好壞，視乎他能否揚長避短，即，充分發揮本人之天資，或堅持好的思想、好的作風，或揚棄惡習劣僻。從二十七、八歲開始，本人的性格開始固定下來，人生的目標及方針已明確，掌紋亦開始固定下來。
不管任何年歲，不管任何人種，看手相時以左掌為主、右掌為輔，先研究其人之根，再追探其人之果。凡事都不能只問其果而不究其由，因為要解決一個人之問題，一定要從問題之源流著手方是正確途徑。